# 比弗 (阿拉斯加州)
比弗（英語：Beaver）是位於美國阿拉斯加州育空-科尤庫克人口普查區的一個人口普查指定地區。根據2010年美國人口普查，該地共人口84人，而該地的面積約為55.90平方千米。

## 地理
比弗的座標為66°21′35″N 147°23′51″W / 66.35972°N 147.39750°W，而該地的平均海拔高度為105米（即344英尺）。